# Величкова, Мартина
Ма́ртина Ве́личкова (словац. Martina Veličková; 17 февраля 1989, Прешов, Чехословакия) — словацкая хоккеистка, правая нападающая женской сборной Словакии, участница зимних Олимпийских игр 2010 года.

## Биография

### Клубная карьера
Мартина начинала свою карьеру в мужской команде «Слована» вместе со своими подругами по сборной Зузаной Томчиковой и Петрой Карафиатовой, выступая там до 16 лет. По достижении 16-летия все трое отправились в Канаду в Саскачеван, где играли под руководством Баррета Кропфа в женской команде «Каронпорт Леди Кугарс» школы Каропнорт в 2004 году. Мартина и Зузана также играли за команду мальчиков в той же школе. Имеет опыт выступлений за пражскую «Славию» и команду «Айследис Берлин».
Перед сезоном 2010/11 Мартина вместе со своей землячкой Петрой Правликовой перешла в первую белорусскую команду по хоккею с шайбой «Пантера» из города Логойска. Тренером в этом клубе был назначен бывший белорусский хоккеист Василий Николаевич Панков, клуб позднее переехал в Минск. С сезона 2013/2014 представляет команду «Шаришанка» чемпионата Словакии.

### Карьера в сборной
В сентябре 2008 года в составе сборной Словакии Мартина приняла участие в установлении рекорда в хоккее с шайбой по счёту: сборная Словакии забросила 82 безответные шайбы в ворота сборной Болгарии, а в той игре Мартина забросила 9 шайб и отдала 8 голевых передач, набрав итого 17 очков. Матч проходил в рамках квалификации на Олимпиаду в Ванкувер. В 2009 году Мартина участвовала в чемпионате мира в Австрии среди команд первого дивизиона, а сборная Словакии выиграла дивизион и попала в высший дивизион, в котором дебютировала в 2011 году.
Мартина Величкова была заявлена на Олимпийские игры 2010 года и была капитаном словацкой сборной. Дебютный матч 13 февраля 2010 года словачки проиграли со счётом 18:0 хозяйкам турнира, а первые очки Мартина набрала 20 февраля 2010 года в матче против сборной России, отдав обе голевые передачи (Словакия уступила 4:2). Всего Мартина набрала 3 очка за счёт трёх голевых передач. На чемпионате мира 2011 года сборная Словакии одержала только две победы в турнире на выбывание над Казахстаном: во второй игре Мартина Величкова забросила победный буллит и принесла победу и сохранение прописки в высшем дивизионе для сборной Словакии.

## Статистика

### Зимние Олимпийские игры
| Год           | Игры | Голы | Передачи | Очки | Минуты штрафа | +/- |
| 2010 Ванкувер | 5    | 0    | 3        | 3    | 2             |     |